# Гаморак Кирило Семенович
о. Кири́ло Семе́нович Гамора́к (1835 або 1837, Кіцмань — 22 лютого 1909 (в деяких джерелах 1910), Стецева) — український греко-католицький священник, релігійний і громадський діяч. Тесть Василя Стефаника.

## Життєпис
Походив зі священничої родини. Батько о. Кирила — о. Семен Гаморак (1807—1897) був греко-католицьким душпастирем у Кіцмані на Буковині (1834—1852) та в с. Стецевій на Станиславівщині (1852—1897). Після закінчення Львівської духовної семінарії (та богословського факультету Львівського університету) і одруження, в 1861 році Кирило Гаморак отримав священиче рукоположення. Спочатку був адміністратором парафії (1861—1866) та капеланом (1866—1874) у селі Качика (сучасна Румунія), опікуючись короткий час (1863—1864) парафією в місті Долгополе (сучасна назва Кимполунг), а від 1874 року був сотрудником на парафії свого батька в Стецевій Снятинського деканату Львівської архієпархії (від 1885 року — Станиславівської єпархії). Після смерти батька став парохом у Стецевій, де працював до кінця свого життя.
Отець Кирило Гаморак не обмежувався лише виконанням своїх душпастирських обов'язків, а радо займався громадсько-культурною діяльністю — зокрема, підтримував освітній рух. Широко контактував з діячами науки і культури: Левом Бачинським, Олександром Барвінським, Лесем Мартовичем, Михайлом Павликом, Кирилом Трильовським, Іваном Франком.
Був послом до Галицького сейму  2 рази: обраний 1889 року від Снятинщини завдяки агітації Кирила Трильовського (обраний у IV курії, входив до «Руського клубу», вийшов 1892 р., вагався між москвофілами та народовцями, повернувся 1894 року), 1895 року обраний в окрузі Снятин від IV курії, входив до «Клубу Руських послів соймових»).
Був виключений з членів товариства Народна Рада у Львові за одне з голосувань у Сеймі.
Хоча й належав до поміркованого крила націонал-демократів, активно співпрацював з товариством «Січ» у селі Стецевій.
Через втрату дружини, згодом трьох синів (Теодор, Віктор та Олег), дочки Емілії та зятя (Іван Плешкан) — повмирали замолоду, не мав ні охоти, ні сил опікуватися ґаздівством. Загалом родина виховала п'ятьох доньок та трьох синів.

## Нагороди
- Золотий Хрест за заслуги перед Церквою і Папою.

## Цікавинки
Приязні стосунки мав із зятем Василем Стефаником — (одружився з донькою Ольгою Гаморак). Казав йому «Не пиши так, бо вмреш».
При вінчанні Теодора Гаморака й Дарії Козловської свідком з боку отця Козловського був Зенон Йосип Шухевич — рідний вуйко Романа Шухевича.